# ハルク (船舶)

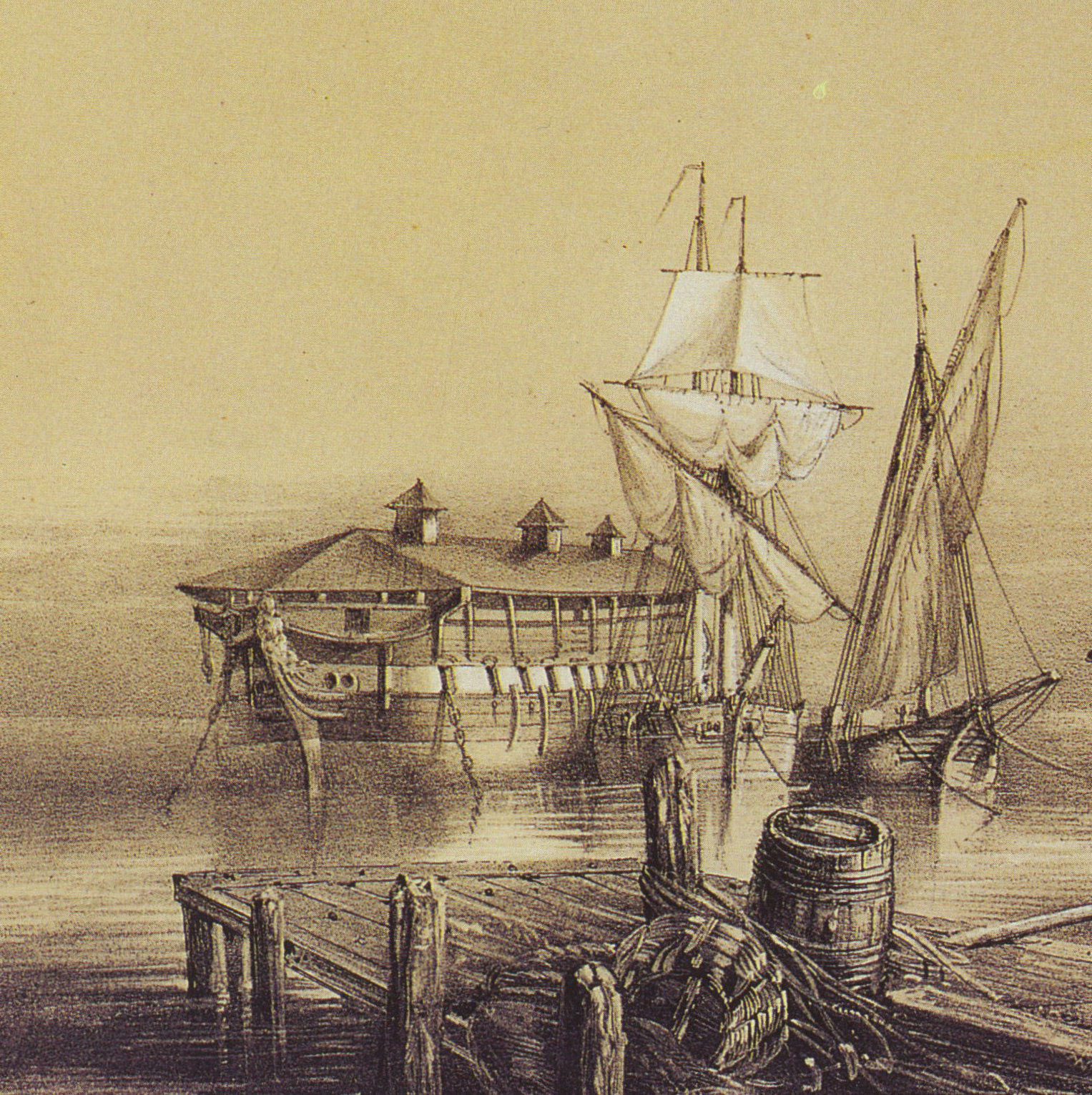
トゥーロン港のハルク

ハルク（英語: hulk）とは、水上に浮かぶ機能は持っているものの、洋上航走はできない船のことである。しばしば進水したものの竣工しなかった船を評して用いられることがあるが、この言葉は艤装や内部の装備を撤去し、水上に浮かぶ能力のみを残した老朽船について最も多く言い表す。英語の「hulk」という言語は動詞としても用いられ、ある船が「hulked」されたという表記は、ハルクに改装されたことを示す。
英語のハルクという言葉はまた、放棄された漂流物や船体を言い表す事に用いられ、より一般的にこれは、まだ有効な機能を発揮する船体に適用される。帆走の時代には、多数の船体が船として用いられるよりもハルクとして長期にわたり従事した。木造船は、船体構造が老朽化し、洋上航走の衝撃に耐えるには脆くなりすぎた際に、しばしばハルク化された。悪天候下の洋上航走時、こうした船の板材は多すぎる浸水を許した。
最近では、艦船が時代遅れとなったとき、例えば帆船が動力船に置き換えられた時代や、またはいくつかの大型オイルタンカーのように、船が運用にあたり不経済になった際に、船のハルク化が行われる。

## シアーハルク

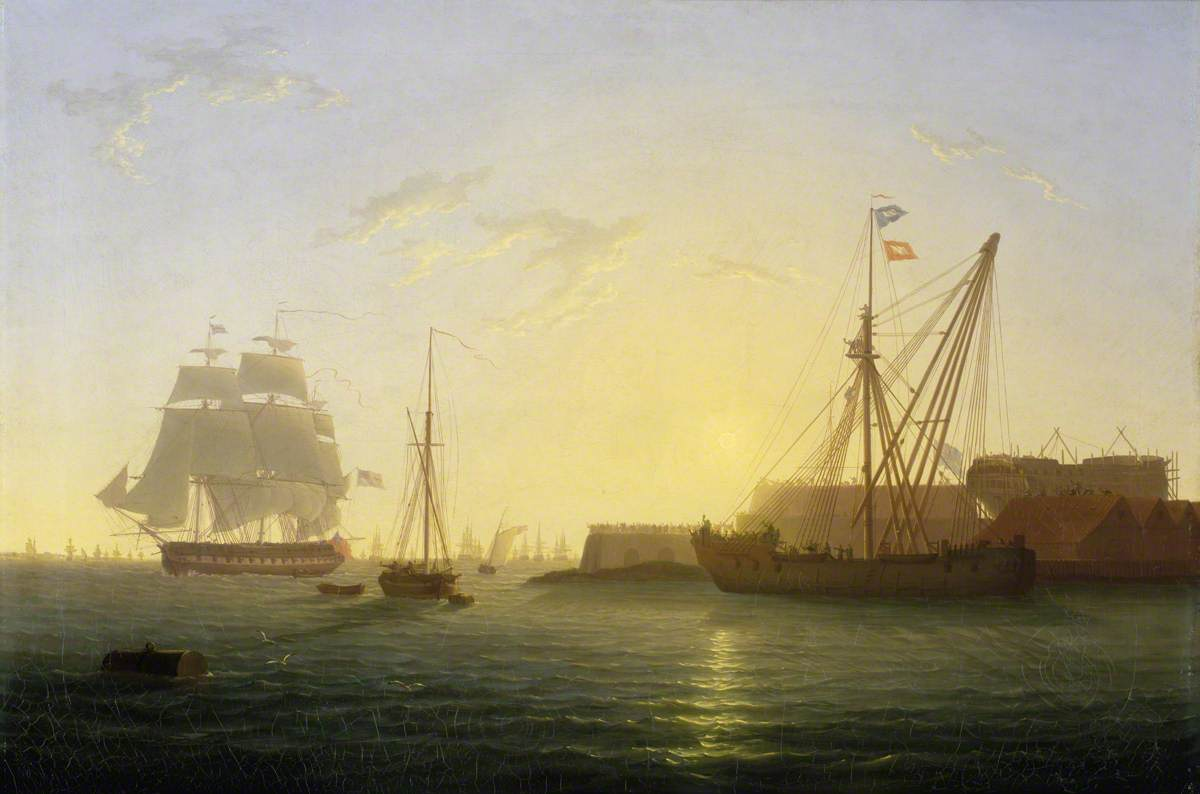
シアーネス・ドックヤードのシアーハルク。前方右。

シアーハルクはかつて帆船だったものをクレーン船にしたもので、造船と修理に用いられ、主にロワーマストを建造中の船に設置し、また補修を行った。ハルクのマストは一定角度を取り、船体に取り付けられた索具を引くか、または船体内部のバラストを移動させることでハルクを転動させ、これによってクレーンの端部を効果的に俯仰させることができた。ロワーマストは、船上に搭載されたものの中では最大かつ最強度の一体化された船材であり、こうしたマストを建てることは、シアーハルクまたは陸上に築かれたマスト用二股クレーンを用いない場合、極度に難しい作業だった。

## 宿泊ハルク

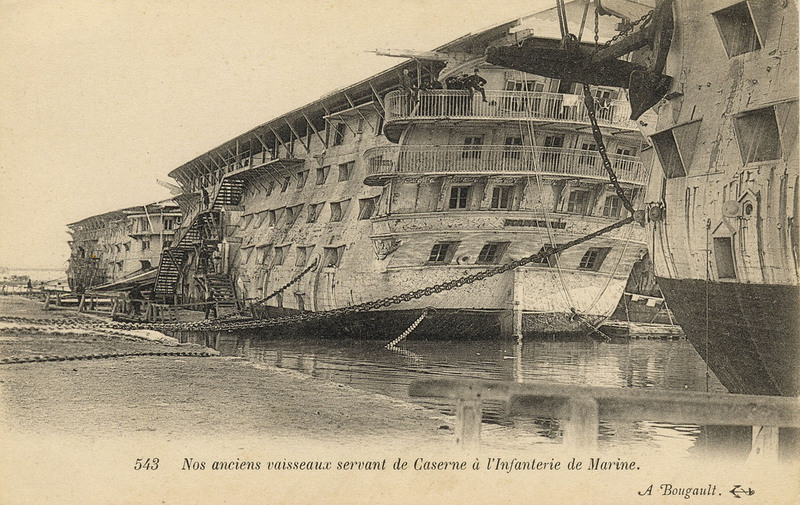
フランス艦「マルス」。水兵用の宿泊施設。

宿泊ハルクは家屋として用いられるハルクで、通常は陸上に宿舎が不足するときに用いられた。運用可能な艦船が宿泊施設として使用されることもあるが、同じ船体でも、ハルクは実用される船より多くの人員を収容できる。この任に当たるハルクは、住環境向上のためにしばしば大規模な改修を施される。新兵収容ハルクと監獄ハルクは、宿泊ハルクの特別な種類である。第二次世界大戦中には宿泊艦がこの任務のために作られた。

### 新兵収容艦

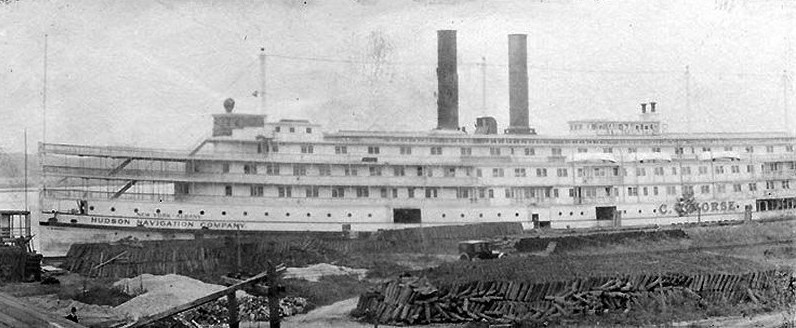
アメリカの新兵収容艦、USS C. W.モース (ID-1966)。第一次世界大戦中の撮影。

新兵収容艦は、乗員に採用される前の、新規入隊の水兵が宿泊する家として、港湾で用いられた艦船である。
イギリス海軍では水兵を集めるために強制徴募を行い、この結果、士気のない新兵の脱走防止の問題が生じた。新兵収容艦はその解決の一つであった。察知されずに船から逃亡することは困難であり、また多くの場合、19世紀中頃のほとんどの水兵はどのようにして泳ぐかを知らなかった。
典型的な新兵収容艦は、老朽化してまだ浮くことのできる艦船であり、時代遅れの船や、もはや航海に耐えなくなった船だった。この実施は通常、木造船の船齢によるもので、外洋航走の厳しさに耐えるには脆くなりすぎたのち、老朽化した船体は比較的静かな水上に置かれ、長年にわたり浮くままとされた。

### 監獄ハルク
監獄ハルクは監獄船として用いられたハルクである。これらは英国領で広汎に用いられており、イギリス海軍は使い古して戦闘に耐えないが未だに浮く機能のある船を安定して供給した。オーストラリアや他の英国植民地へと流刑を行う際、人々を一時的に拘置するため、監獄ハルクを泊地に置くことも便利であった。これらは19世紀中頃に任務から外されて廃棄された。

## 火薬庫ハルク
火薬庫ハルクとは、火薬を貯蔵するために用いられたハルクである。このハルクは水上倉庫で、戦闘艦艇の必要とする弾薬の移送を簡易にするため、必要に応じて移動できた。この倉庫のある場所は陸上から遠く離されており、爆発によって起こりうる損害を少なくすることができた。

## サルベージ・ポンツーン

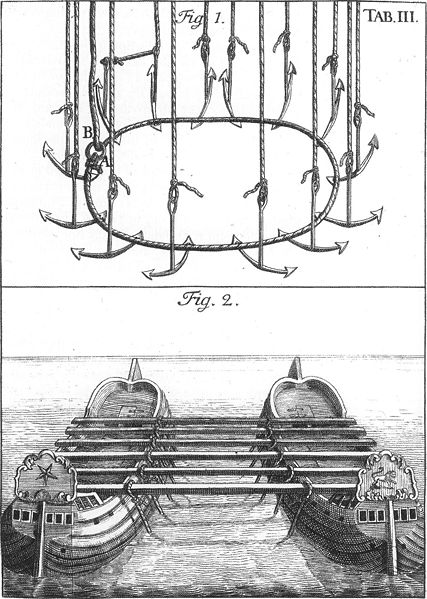
1734年の、サルベージに関する論文からの図。ポンツーンとして用いられるハルクと、錨の補助によって残骸を引き揚げる従来の方法を示す。

引き揚げ作業に際し、一組のハルクが用いられた。残骸の下に頑丈なケーブルを通し、これらを2隻のハルクに接続した。この後、ハルクの浮力を変更するか、潮流を用いた揚力によって、残骸を引き揚げることができた。

## 浮体式生産貯蔵積出設備
これまでに建造された最大級のオイルタンカーの幾隻かは、浮体式生産貯蔵積出設備（Floating Production Storage and Offloading（FPSO））へと改造され、効率的な超大型水上オイル貯蔵庫になった。2013年の時点で、これまでに建造されたうち最大の船だったノック・ネヴィスは、2004年から2010年までこの用途に用いられた。

## 帆船のハルクと石炭積みハルク
クリッパー船の運命に関する文書でウィリアム・L・カロザースは「クリッパー船は艀としてもよく機能した。非常に良く作られた船首は牽引時にほとんど抵抗を作らなかった。……格下げの最後に艀が待っていた。格の上がることはなく、ただ降下のみ――石炭積みのハルクというカテゴリーへ格下げとなった。……強固な船底を持つこと……こうした船は、船の容量を満たす、かさばる石炭の大重量を処理することができた。かつて全盛期にあったどのような船にとっても、汚れて乱雑であり、魅力がない終焉であった。」と述べている。
有名なクリッパー船である「レッド・ジャケット」は、カーボベルデ諸島の石炭積みハルクになり、船としての時代を終えた。
材木スクーナー船「ヨハンナ・スミス」は、「太平洋岸ではたった2隻ある蒸気スクーナーのうちの1隻で、蒸気タービンで駆動した
」ものであり、1928年にハルクとなった。この船はカリフォルニアのロングビーチに停泊し、最終的に原因不明の出火によって失われるまでギャンブル船として使われた。
こうした不名誉な結末から救われた1隻として、バーク船「ポリー・ウッドサイド」があり、2013年現在ではオーストラリアのメルボルンに所在する博物館船となっている。もう1隻は「ジェームス・クレイグ」であり、この船はタスマニアのレシェルシェ湾から運び出されてレストアを受け、2013年現在ではオーストラリアのシドニーで定期運行を行っている。